# Nordarabien
Mit Nordarabien werden im Gegensatz zu Südarabien meist jene Teile der Arabischen Halbinsel bezeichnet, die nördlich von Zentralarabien (Innerarabien) resp. Saudi-Arabien liegen. Im Osten begrenzt der nichtarabische Iran, im Norden die nichtarabische Türkei, im Westen das Mittelmeer die Region.
Eine entsprechende Unterteilung in Westarabien (Hedschas und Asir am Roten Meer) und Ostarabien („Piratenküste“ am Arabisch-Persischen Golf) wird seltener verwendet, man spricht dort eher vom Hedschas und den Golfstaaten, da Westarabien auch mit dem gesamten Maghrib (Ferner Westen) und Ostarabien mit dem Maschrik (arabischer Osten) gleichgesetzt werden. Die nordarabischen Staaten aber machen nur den Norden des Maschrik aus.
Zu Nordarabien zählen somit die Staaten Jordanien, Irak, Syrien, Libanon sowie Palästina (Israel), im weiteren Sinne auch Kuwait, die iranische Provinz Chuzestan sowie der türkische Sandschak von Alexandrette bzw. alle türkischen Gebiete südlich des 37. Breitengrades, Großsyrien also.
In der Geschichte nahm Nordarabien sowohl vor als auch nach der Islamisierung eine vom Süden der Halbinsel unterschiedliche Entwicklung, war aber durch Karawanenwege stets damit verbunden. Die syrische Hauptstadt Damaskus gilt neben Sana und Jericho als eine der drei ältesten (dauerhaft bewohnten) Städte der Welt. Der Handel entlang der Weihrauchstraße ließ in Nordarabien die Reiche der Nabatäer, Ghassaniden und Lachmiden entstehen. Im Gegensatz zu anderen arabischen Regionen stand Nordarabien zuletzt am längsten unter osmanisch-türkischer Herrschaft.

## Nordaraber
Was in der Region unter dem Begriff Nordaraber zu verstehen ist, weicht voneinander ab und war oft heftig umstritten:
- pansyrische Theorien betonen, dass es sich lediglich um ein arabisiertes Völkergemisch nichtarabischer Semiten handele, die vor der Islamisierung und arabischen Einwanderung in Nordarabien wohnten, die heute aber nicht mehr nachweisbar sind; der Nationalist Antun Saada propagierte deshalb einen großsyrischen Phönizianismus;
- panarabische respektive pansemitische Theorien vereinnahmen demgegenüber alle diese frühen (nichtmuslimischen) semitischen Völker der Region als Nordaraber;
- historisch überliefert allerdings ist der Begriff Nordaraber – vertreten durch den syrischen Stamm der Banu Kalb – vor allem als Bezeichnung für die Hausmacht der Umayyaden-Dynastie – im Gegensatz zu oppositionellen Südarabern.